# Rendez-vous à Paris avec Maurice Chevalier N°3
Albums de Maurice Chevalier
Rendez-vous à Paris avec Maurice Chevalier N°2
(1954) Poèmes de Jehan Rictus dits par Maurice Chevalier
(1954)
Rendez-vous à Paris avec Maurice Chevalier N°3 est le quatrième 33 tours de Maurice Chevalier et dernier d'une série de trois albums publiés par Decca. Cet album comporte deux chansons écrites et composées par Maurice Chevalier à savoir Loin du pays et Un gentleman, ainsi qu'une dont il écrivit les paroles : Rendez-vous à Paris. Loin du pays est la plus longue chanson enregistrée par Maurice Chevalier.

## Liste des chansons
| No | Titre                      | Paroles                            | Musique           | Durée |
| -- | -------------------------- | ---------------------------------- | ----------------- | ----- |
| 1. | Viens dans mon hélicoptère | Géo Koger                          | Fred Freed        | 2:32  |
| 2. | Deux amoureux sur un banc  | André Hornez                       | Henri Betti       | 2:33  |
| 3. | Mon p'tit moustique        | André Hornez                       | Henri Betti       | 3:01  |
| 4. | Loin du pays               | Maurice Chevalier                  | Maurice Chevalier | 5:56  |
| 5. | La chanson des lilas       | Max François et René Rouzaud       | Fred Freed        | 2:12  |
| 6. | C'est l'amour, mais oui    | Jean Boyer                         | Fred Freed        | 2:57  |
| 7. | Un gentleman               | Maurice Chevalier                  | Maurice Chevalier | 2:33  |
| 8. | Rendez-vous à Paris        | Maurice Chevalier                  | Fred Freed        | 2:16  |
| 9. | Chapeau de paille          | Albert Willemetz et Jean Le Seyeux | Henri Betti       | 2:24  |